# 佛真猞猁迤逻尼塔
佛真猞猁迤逻尼塔，位于中国河北省张家口市宣化区塔儿村，为张家口市宣化县的一个全国重点文物保护单位，类型为古建筑，公布时间为2013年5月。
佛真猞猁迤逻尼塔的历史年代为辽代。